# ドアン・クエ
ドアン・クエ（ベトナム語: Đoàn Khuê, 漢字: 段奎, 1923年10月29日 - 1999年1月16日）はベトナムの軍人、政治家。国防大臣、ベトナム共産党政治局員、党中央軍事委員会副書記を務めた。別名ヴォー・ティエン・チン (Võ Tiến Trình) 。最終階級は大将。

## 経歴
ドアン・クエは1923年、フランス統治時代の中部・クアンチ省チエウフォン県チエウタン社ザーダン村（現在のチエウフォン県チエウラン社）に生まれた。八月革命前の1945年、インドシナ共産党に参加。1945年6月、クアンビン省臨時政治委員会の設立に加わり、省委員会軍事委員を務めた。同年9月に衛国団（後のベトナム人民軍）に入隊。第5戦区上級軍事幹部を経て、1946年6月1日にクァンガイ陸軍中学政治委員に任命された。同年12月にインドシナ戦争が勃発すると、中団政委、師団副政委を務めた。
ベトナム戦争中は第351砲兵師団政委、第4軍区副政治委員、第5軍区司令官を歴任し、その後はカンボジア駐留ベトナム志願軍司令官を務めた。1974年、少将に任命。
1976年12月、第4回ベトナム労働党大会（同大会で共産党に改名）において党中央委員に選出される。1980年、中将。
1982年3月、第5回党大会において党中央委員に再選出。1984年12月21日、上将に昇格。
1986年12月、第6回党大会で党中央委員および党政治局員に選出され、党内序列第12位となる。1987年2月16日からベトナム人民軍総参謀長を務め、国防次官を兼務した。
1987年7月からレ・ドゥック・アイン国防大臣とともに、常備軍兵員の半減と国防費削減を含む軍縮という軍人には不利な政策を推進し、ドイモイ路線に協力した。しかし、ソ連・東欧諸国での政治動乱、社会主義の崩壊を「帝国主義者の武力を使わない社会主義打倒戦略」とみて警戒し、また1990年3月の中央委員会第8回総会では、複数政党制を主張する急進改革派のチャン・スアン・バク政治局員兼書記局員を激しく批判し、全役職からの解任に追い込むなど、保守的な態度をみせている。
1990年1月10日の国家評議会決定により、大将に昇進。1991年6月、第7回党大会で党政治局員に再選出され、序列第5位に昇格。同年8月、ヴォー・ヴァン・キエット内閣の国防大臣に任命された。党中央軍事委員会副書記を兼務。
1997年6月から7月に開催された第8回党大会において政治局員に再選出され、序列第6位となる。同年9月頃までに、国家主席候補の一人として名前がうわさされ、確定的との報道が一部外国メディアによって流された。しかし、12月には国防大臣を退任し、党中央防衛局長のポストに転じている。
第7・8・9期国会議員。
1999年1月16日、党軍事委員会副書記在任のまま死去した。75歳没。

## 著書
- Nửa thế kỷ chiến đấu dưới lá cờ vẻ vang của Đảng/ Đoàn Khuê.- In lần thứ 2.- H.: Quân đội nhân dân, 2004.- 215tr; 19cm

## 顕彰
- ホーチミン勲章
- 一等軍功勲章
- 一等戦功勲章
- 一等抗戦勲章
- 一等対米抗戦勲章
- 一・二・三等栄光戦士勲章
- 必勝軍旗勲章
- 党創立50年記章[15]
- 金星勲章（2007年追贈）[16]

## 家族
彼の母親はグエン・ティ・ズオン（Nguyễn Thị Dương, 1902年生)。彼女は5人の子供が戦死したため、「ベトナム英雄の母」称号を受賞した。
彼の2人の弟は軍の幹部将校で、ドアン・チュン (Đoàn Chương) 中将（元軍事戦略院院長）とドアン・ツイ (Đoàn Thúy) 大佐である。